# Allée Claude-Cahun-Marcel-Moore
Die Allée Claude-Cahun-Marcel-Moore ist eine Allee auf dem begehbaren Mittelstreifen (französisch: „terre-plein“) des Boulevard Raspail im Quartier Notre-Dame-des-Champs im 6. Arrondissement von Paris in Frankreich.

## Geschichte
Die Allee wurde nach den französischen Künstlern und Widerstandskämpfern Claude Cahun und Marcel Moore benannt.
Das Paar hatte seine Werkstatt und Wohnung in der Nähe der Kirche Notre-Dame-des-Champs, nur wenige Straßen weiter.
Die Allée Claude-Cahun-Marcel-Moore ist die erste „Straße“ auf der Welt, die offiziell nach einem gleichgeschlechtlichen Paar benannt wurde.

## Zugang
Von der Métro-Station Notre-Dame-des-Champs gelangt man über den Boulevard Raspail in einer Minute in die Allée Claude-Cahun-Marcel-Moore.

## Sehenswürdigkeiten in der Nähe
- École des hautes études en sciences sociales
- Alliance française von Paris

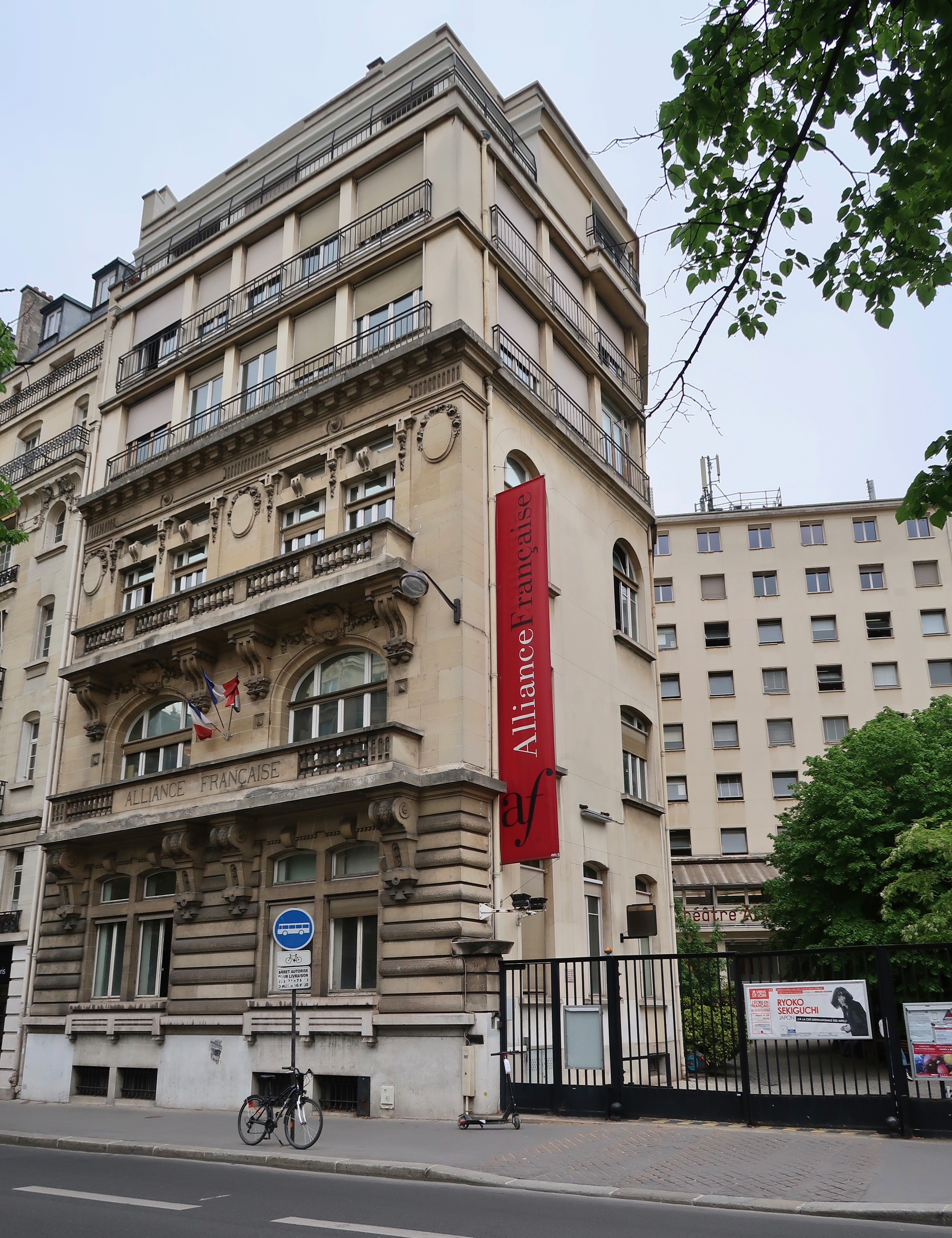
Alliance française, 101 boulevard Raspail.
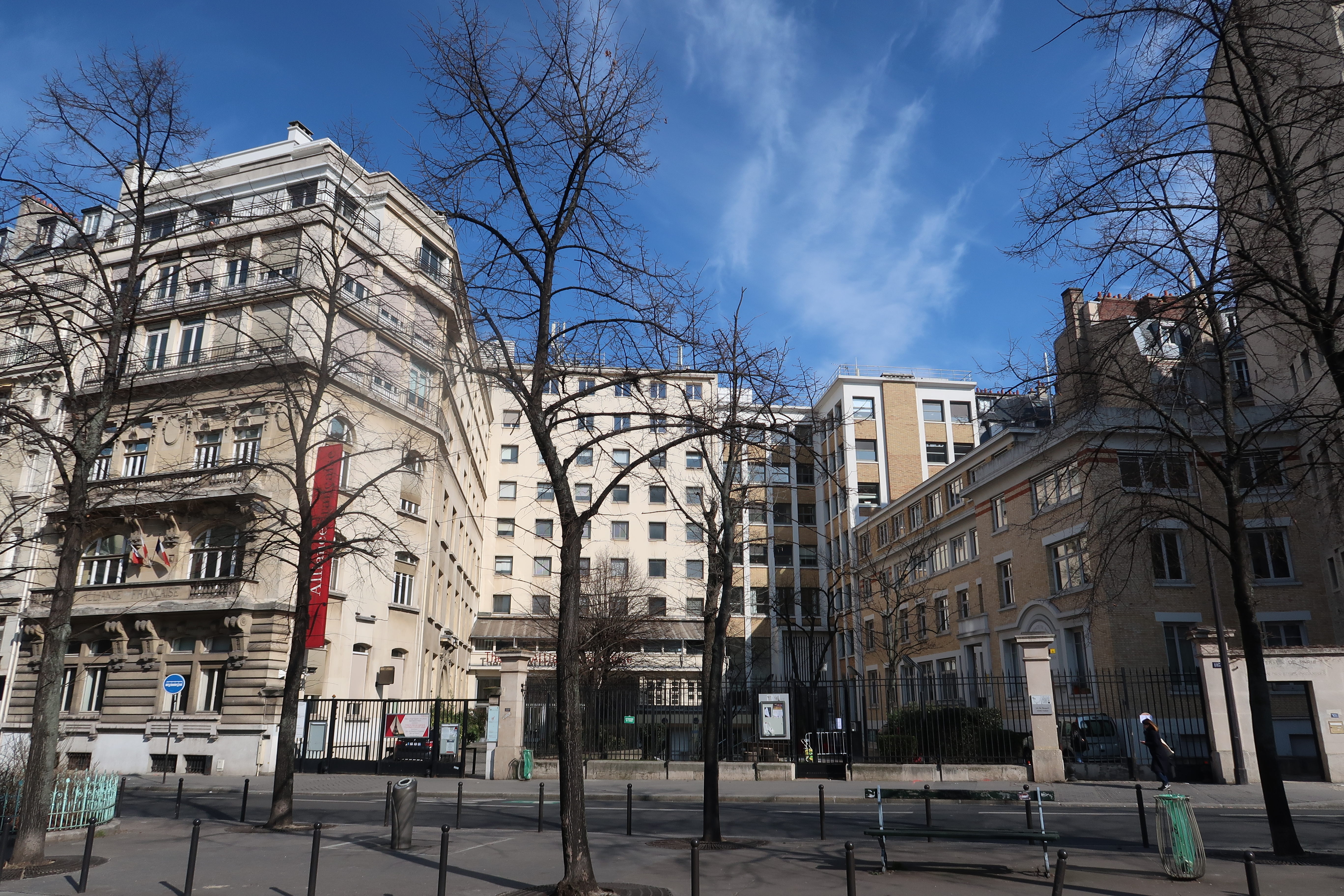
Im Winter

## Belege
1. ↑  Délibération du Conseil de Paris. Archiviert vom Original am 17. November 2020; abgerufen am 25. Februar 2021 (französisch).  Info: Der Archivlink wurde automatisch eingesetzt und noch nicht geprüft. Bitte prüfe Original- und Archivlink gemäß Anleitung und entferne dann diesen Hinweis.
2. ↑  Anne Hidalgo honore la mémoire des militants des luttes LGBTQI. In: Association Stop Homophobie. 19. Juni 2019 (französisch).